# دهستان حتکن
دهستان حتکن نام دهستانی در بخش مرکزی شهرستان زرند، استان کرمان در ایران است. براساس سرشماری مرکز آمار ایران در سال ۱۳۸۵، جمعیت آن ۱۲۴۷ نفر (۳۸۴ خانوار) بوده‌است.

## موقعیت جغرافیایی
مرکز دهستان حتکن از مرکز شهرستان حدود ۴۰کیلومتر فاصله دارد.
این دهستان در ضلع شرقی کوه مزار و در دل کوه‌های کوهبنان و در کنار رودخانه واقع شده‌است.
- ارتفاع

ارتفاع مرکز دهستان حدود ۲۳۰۰متر می‌باشد .
بلندترین روستای دهستان روستای درآب با ارتفاع ۲۵۰۰متر و پایین‌ترین روستا مدبون با ارتفاع ۲۰۰۰متر است.
اگر بخواهیم بدون نقاط مسکونی حساب کنیم بلندترین جای دهستان قلهٔ مزار با ارتفاع ۳۴۰۰متر نام دارد.

## آب و هوا و اقلیم
حتکن دارای اقلیمی سرد میباشد.این روستا زمستان‌های بسیار سرد و پربارشی دارد.بارندگی سالانه آنجا حتی به۴۰۰میلی متر می‌رسد.
حتکن در چهار فصل سال بارش دارد و این بارندگی در زمستان در اوج خودش است.

### پوشش گیاهی و جانوری
به دلیل آب و هوای مطلوب و پربارش حتکن پوشش گیاهی خوبی را داراست.به دلیل پوشش گیاهی مناسب این منطقه از لحاظ زیستگاهی بسیار غنی میباسد.

## لرزه خیزی و معادن
حتکن بر روی گسل بسیار خطرناکی به نام گسل کوهبنان واقع شده و بسیار لرزه خیز میباشد.
به طوری که در سال ۱۳۸۳زمین لرزه ای به بزرگای ۶.۴ریشتر آنجا را لرزاند و تمام خانه هارا تخریب کرد.

### معادن
منطقهٔ حتکن دارای ذخایر بزرگ زیرزمینی زغالسنگ است و معادن زیادی در آن منطقه وجود دارد.

## راه های دسترسی
به دلیل کوهستانی بودن منطقه حتکن،منطقه دارای جاده‌ها و راه‌های بسیار خطرناک و صعب العبور و دره ای است به حدی روزهای برفی تردد سخت صورت میگیرد.شاید یکی از دلایل جمعیت کم حتکن این علت باشد.ولی در کنار صعب العبوری این منطقه دارای راه‌های زیبایی میباشد.
پاسگاه حتکن:
روستای حتکن دارای یک پاسگاه می باشد که فرمانده این پاسگاه سید رضا مختاری میباشد